# Коблер проти Республіки Австрія
Кеблер проти Австрії (2003) C-224/01 – справа Європейської Унії, що стосується процедури преюдиційний запиту та права відповідальности держав.

## Зміст
Рішення у справі Коблера ґрунтувалося на таких фактах: позивач Ґергард Коблер, вчений-юрист, був найнятий австрійською державою на посаду штатного професора Інсбруцького університету відповідно до публічного права з 1 березня 1986 року. Після призначення на посаду він отримував заробітну плату штатного професора університету на рівні 10 розряду плюс звичайну надбавку за вислугу років. 
У листі від 28 лютого 1996 року він подав заяву на отримання спеціальної надбавки за вислугу років для професорів університетів відповідно до § 50aGehG. Він стверджував, що, хоча він не мав п'ятнадцятирічного стажу роботи на посаді професора в австрійських університетах, він мав еквівалентний стаж, беручи до уваги його роботу в університетах інших держав-членів ЄС. Вимога про п'ятнадцять років роботи виключно в австрійських університетах - без урахування періоду роботи в університетах інших держав-членів - становила непряму дискримінацію після вступу Австрії до Союзу, яка не була виправдана законодавством Союзу, оскільки порушувала статтю 39 Договору про Європейський Союз (свобода пересування для працівників). Заяву було відхилено, оскільки 15-річний стаж не був зарахований виключно в австрійських університетах.
Позивач подав позов до Адміністративного суду, який, у свою чергу, подав преюдиційний запит до Суду Справедливости щодо того, чи визнаються періоди роботи в інших державах-членах ЄС так само, як періоди роботи в Німеччині. Пізніше Адміністративний суд відкликав преюдиційний запит і відхилив заяву позивача. Він заявив, що спеціальна пенсійна надбавка є бонусом за лояльність, який об'єктивно виправдовує відступ від положень законодавства ЄУ про вільне пересування працівників.
Позивач не погодився з цим рішенням і тому подав позов про відшкодування збитків проти Австрійської Республіки до Регіонального суду з цивільних справ у Відні. На відміну від Адміністративного суду, Регіональний суд вважав, що як матеріально-правове питання, так і питання відповідальности держави за судові рішення, що суперечать законодавству Унії, потребують роз'яснення, і передав п'ять питань на розгляд Суду Справедливости для отримання попереднього рішення, зокрема щодо питання про те, чи поширюється відповідальність держави-члена за порушення законодавства Унії також на рішення верховних судів.

## Судове рішення
Суд постановив, що всі державні органи, включаючи судову, можуть нести відповідальність за принципами Франковича. Однак у цьому випадку, хоча VGH і помилився, він не був достатньо серйозним, щоб притягнути до відповідальности, тому професор Коблер програв. Однак відповідальність може настати лише «у винятковому випадку, коли суд явно порушив чинне законодавство». Свідома відмова дотримуватися законодавства ЄУ призведе до відповідальности.